# Первичная моча
Первичная моча  (клубочковый ультрафильтрат) — жидкость, образующаяся в почечных тельцах почек непосредственно после отделения (ультрафильтрации) растворённых в крови низкомолекулярных веществ (как отходов жизнедеятельности, так и необходимых для метаболизма) от белков и форменных элементов.

## История
Первичная моча впервые была описана Карлом Людвигом (1816-1895) в 1842 году в докторской диссертации «Вклад в теорию механизма выделения мочи» (нем. «Beiträge zur Lehre vom Mechanismus der Harnabsonderung»).

## Состав
Первичная моча по своему составу представляет собой плазму, практически лишённую белков. А именно, количество креатинина, аминокислот, глюкозы, мочевины, низкомолекулярных комплексов и свободных ионов в ультрафильтрате совпадает с их количеством в плазме крови.
Из-за того, что клубочковый фильтр не пропускает белки-анионы, для поддержания мембранного равновесия Доннана (произведение концентраций ионов с одной стороны мембраны равно произведению их концентраций с другой стороны) в первичной моче концентрация анионов хлора и бикарбоната становится примерно на 5 % больше и, соответственно, пропорционально меньше концентрация катионов натрия и калия, чем в плазме крови.
В ультрафильтрат попадает небольшое количество одних из самых мелких молекул белка — почти 3 % гемоглобина и около 0,01 % альбуминов.

## Свойства
Первичная моча имеет следующие свойства:
1. Низкое осмотическое давление. Оно возникает из-за мембранного равновесия.
2. Большой суточный объём, который измеряется десятками литров. Весь объем крови проходит через почки около 30 раз. Т. к. в среднем человек имеет 5 литров крови, то за день почки фильтруют около 150 литров крови.

## Скорость клубочковой фильтрации (СКФ)
Регуляция СКФ производится посредством нервных и гуморальных механизмов и влияет на:
- тонус артериол клубочков и, следовательно, объём кровотока (плазмотока) и величину фильтрационного давления;
- тонус мезангиальных клеток (соединительная ткань между капиллярами нефронного клубочка) и фильтрационной поверхности;
- активности висцеральных эпителиальных клеток (или подоцитов) и их функций.

Гуморальные факторы, такие как простагландины, атриопептиды, норадреналин и адреналин, аденозин и т. п., могут и увеличивать, и уменьшать клубочковую фильтрацию. Важнейшую роль в постоянстве СКФ играет ауторегуляция коркового кровотока.

## Значение
Первичная моча проходит дальнейшее концентрирование и удаление из неё полезных веществ. Полученный концентрированный остаток — вторичная моча.